# Christine Garban-Labaune
Christine Garban-Labaune est une physicienne française connue pour ses travaux en physique des plasmas.

## Biographie
Christine Garban-Labaune fait ses études à l'École normale supérieure et entre comme physicienne à l'École polytechnique en 1975. Elle soutient sa thèse au Laboratoire pour l'utilisation des lasers intenses (LULI) en 1982. Elle devient chef du groupe physique de l'interaction laser-plasma du LULI en 1984.
Elle dirige de 2004 à 2006 l'Institut lasers et plasmas (ILP) qui regroupe les divers laboratoires français travaillant dans le domaine des lasers de haute puissance ou de haute énergie,,. Durant cette période elle participe à la création des projets européens High Power Laser Energy Research et Extreme Light Infrastructure.
Les travaux qui lui valent sa notoriété portent sur la compréhension et le contrôle du couplage laser-plasma, en particulier les instabilités paramétriques. Ses travaux ont guidé la conception des installations de grande puissance comme le Laser mégajoule.
Elle a été éditrice de The European Physical Journal D et du Plasma Physics and Controlled Fusion.

## Distinctions
- Fellow de l’American Physical Society en 2001[1].
- Prix Lazare Carnot de l'Académie des sciences en 2009[3].
- Prix Edward Teller de l'American Nuclear Society en 2011[4].